# ديمقراطية أماكن العمل
ديمقراطية أماكن العمل هي تطبيق الديمقراطية على أماكن العمل بأشكالها المختلفة (تشمل الأمثلة أنظمة التصويت، والمناظرات، والبنية الديمقراطية، والإجراءات القانونية الواجبة، وإجراءات المحاكمة الحضورية، وأنظمة الاستئناف).
تُحقق ديمقراطية أماكن العمل بطرق متنوعة، وتعتمد على الحجم والثقافة، ومتغيرات أخرى للمؤسسة. يمكن أن تشمل ديمقراطية أماكن العمل أي شيء من الديمقراطية المباشرة إلى سؤال أصحاب العمل لموظفيهم عن آرائهم دون أخذ معتقداتهم وأفكارهم بعين الاعتبار.

## الفوائد والحجج

### الحجة الاقتصادية
منذ عشرينيات القرن العشرين، كان الباحثون يناقشون فكرة زيادة مشاركة الموظفين ومساهمتهم. سعوا لمعرفة ما إذا كان إشراك الموظفين في اتخاذ القرارات التنظيمية  سيؤدي إلى زيادة فعاليتهم وإنتاجيتهم داخل المؤسسة. وفقًا للوين، زاد الأفراد الذين يساهمون في اتخاذ القرارات من الانفتاح على التغيير. يمكن أن يكون لتقنيات المشاركة المختلفة تأثير أقوى على المعنويات من التأثير على الإنتاجية، بينما قد يكون للتقنيات الأخرى تأثير معاكس. يوضح نجاح الموظفين العاملين لدى شركة موندراجون والتابعين لها الفوائد الاقتصادية لديمقراطية أماكن العمل. بيّن التحليل الوصفي لـ43 دراسة على مشاركة العاملين أنه كان هناك علاقة صغيرة لكنها إيجابية بين ديمقراطية أماكن العمل والفعالية والإنتاجية الأعلى.

### حجة المواطنة
تعمل ديمقراطية أماكن العمل بمثابة عامل لتشجيع المشاركة العامة في العملية السياسية للحكومة. يمكن أن تنتقل المهارات الناتجة عن تطبيق الديمقراطية في أماكن العمل إلى المواطنة المحسّنة وتؤدي إلى ديمقراطية تعمل بشكل أفضل. يمكن للعاملين في بيئة ديمقراطية أن يكون لديهم قلق أكبر على الصالح العام، الذي ينتقل أيضًا إلى مواطنة أساسية.

### التبرير الأخلاقي
جعل مكان العمل أكثر ديمقراطية هو الشيء «الصحيح» الذي يجب القيام به. يدّعى البروفيسور روبرت داهل أنه «إذا كانت الديمقراطية مبررة في حكم الدولة، فإنها يجب أن تكون مبررة أيضًا في حكم المؤسسات الاقتصادية».

### قوة الموظف وتمثيله
تحدث العاملون لدى رؤساء ديمقراطيين عن نتائج إيجابية مثل رضا أعضاء المجموعة، والصداقة، وعقلية المجموعة، وعبارات «نحن»، وتحفيز العمال، والابتكار، والإخلاص للقرارات المتخذة داخل المؤسسة.
عند استخدام ديمقراطية مكان العمل فإن التأثير يكون عادةً هو رفع إمكانات الموظف، وتمثيل الموظفين، واستقلال أعلى، والسلطة المتساوية داخل المؤسسة (رولفسين، 2011).

## الرابطة السياسية
تشابه نظرية الديمقراطية في أماكن العمل الديمقراطية السياسية، خاصةً في أماكن العمل الأكبر. غالبًا ما ترتبط مؤسسات الديمقراطية في أماكن العمل بنقابات العمال، والحركات الأناركية والاشتراكية. تمتلك معظم النقابات بنية ديمقراطية خاصة في اختيارها لقادتها، وأحيانًا ما يُنظر إليها على أنها الوحيدة التي توفر الجوانب الديمقراطية لأماكن العمل. من ناحية أخرى، لا يفتقد الديمقراطيةَ كلُّ مكان عمل دون نقابة بالضرورة، وليس كل مكان عمل يمتلك نقابة، يمتلك أيضًا بالضرورة طرقًا ديمقراطية لحل النزاعات.
التزمت تاريخيًا بعض النقابات بالديمقراطية في أماكن العمل أكثر من غيرها. كان العمال الصناعيون في العالم رائدين في نموذج ديمقراطية أماكن العمل الأولي، مثل متجر ووبلي شوب الذي انتُخب فيه المندوبون القابلون لإعادة الاستدعاء من قبل العمال، وطُبقت معايير أخرى للديمقراطية الشعبية. ما يزال ذلك يُستخدم في بعض المؤسسات، ولا سيما سيمكو، وفي صناعة البرمجيات.
قدّم الأناركيون الإسبانيون، وحركة سواديشي لموهانداس غاندي والحركات التعاونية للزراعة والبيع بالتجزئة مساهمتهم لنظرية ديمقراطية أماكن العمل ولممارستها، وحملوا ذلك إلى الساحة السياسية باعتبارها «ديمقراطية أكثر تشاركية». اعتمدت أحزاب الخضر حول العالم ديمقراطية أماكن العمل على أنها منصة مركزية، وهي غالبًا تحاكي أيضًا معايير ديمقراطية أماكن العمل مثل المساواة بين الجنسين، والقيادة المشتركة، والديمقراطية التداولية المطبقة على أي قرار أساسي، والقادة الذين لا يزاولون السياسة. أيدت الأحزاب الاشتراكية الديمقراطية فكرة ديمقراطية أماكن العمل والمؤسسات التي تسيطر عليها الديمقراطية.
الأمثلة الأكثر شهرة ودراسة لاتحاد عمال وطني ديمقراطي ناجح في الولايات المتحدة هي عمال الآليات والراديو والكهرباء المتحدين في أمريكا، وعُرفوا خلال حركة العمل اختصارًا يو إي. بُني بوصفه اتحادًا نقابيًا مستقلًا من الأسفل إلى الأعلى ويفتخر بشعاره الذي يقول «الأعضاء يديرون هذا الاتحاد!». وضع الحزب الديمقراطي الاشتراكي السويدي في السويد قوانين، وقام بإصلاحات منذ عام 1950 حتى عام 1970 ليؤسس لأماكن عمل أكثر ديمقراطية. دعم سلفادور أليندي عددًا كبيرًا من التجارب في تشيلي عندما أصبح رئيسًا لها في عام 1970.

### دراسات علم الإدارة
يوجد العديد من الأوراق البحثية لعلم الإدارة حول تطبيق البنية الديمقراطية على أماكن العمل وفوائدها.
غالبًا ما تُقاس الفوائد حسب ترتيبات هرمية الأوامر البسيطة التي يمكن «للمدير» فيها توظيف أيٍّ كان وطرد أي كان، ويتحمل المسؤولية المطلقة والكاملة لمصلحته وأيضًا مسؤولية كل ما يحدث «تحت إدارته». هرمية الأوامر هي نموذج إدارة مفضل ومُتبع لدى العديد من الشركات بسبب بساطته وسرعته ونفقاته المنخفضة.
اقترح نيغل نيكلسون، رئيس كلية لندن للأعمال -في ورقته البحثية المنشورة في كلية هارفرد للأعمال التي حملت عنوان «ما مدى برمجة سلوك الإنسان؟»- أن الطبيعة البشرية تميل إلى التسبب بالمشاكل في أماكن العمل كما تسببها في بيئات سياسية واجتماعية أكبر، وكان هناك حاجة لطرق مشابهة للتعامل مع الحالات الحرجة والمشاكل الصعبة. ودعم نموذج ديمقراطية أماكن العمل الذي طوره ريكاردو سيملر باعتباره النموذج الوحيد الذي أدرك نقاط الضعف البشرية.

## إدارة مصفوفة التأثير
أصبحت نماذج الشبكة الإدارية وإدارة المصفوفة، والتسويات بين ديمقراطية أماكن العمل الحقيقية والهرمية التقليدية من أعلى إلى أسفل شائعة في تسعينيات القرن العشرين. تتقاطع هذه النماذج مع المسؤوليات فلا يوجد مدير واحد يمتلك السيطرة الكاملة على أي موظف، أو أن الإدارتين التقنية والتسويقية غير خاضعتين لبعضهما، لكن يتعين عليهما مناقشة مخاوفهما بشكل متبادل. كانت إحدى العواقب الناتجة عن ذلك هي ظهور نظرية المنظمة التعليمية التي أصبحت فيها أنطولوجيا التعريفات المشتركة بين جميع الأقسام والمهن مشكلة الإدارة الرئيسية.